# Blue Lias

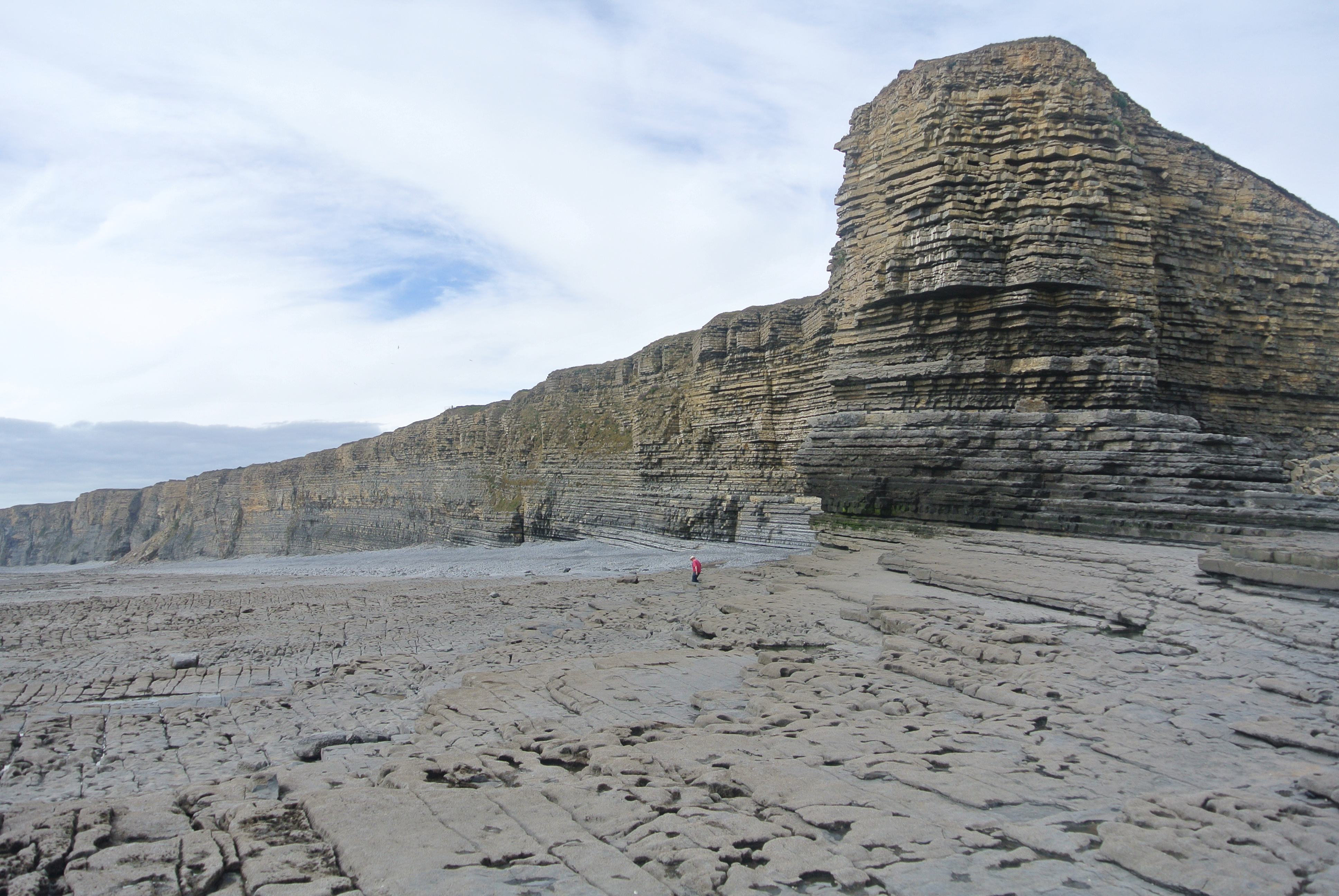
Nash Point, Glamorgan, Gales.

La formación Blue Lias es una formación geológica compuesta por calizas y lutitas, del final del Triásico y Jurásico temprano, hace entre 195 y 200 millones de años. La mayor parte de la formación corresponde a la edad Hettangiense, primera del Jurásico, por lo que también se conoce como Lias temprano (en referencia a uno de los antiguos nombres de las divisiones del Jurásico). Es una característica corriente de los acantilados alrededor de Lyme Regis y Charmouth, en la Costa Jurásica en Dorset, donde existen capas de caliza intercaladas con arcillas. También está presente en Somerset, particularmente alrededor de 'Polden Hills' y Glastonbury, y forma una amplia planicie cruzando las Midlands Oriental.
Blue Lias fue usada como fuente de caliza para hacer mortero. A causa de ser arcillosa, la caliza es hidráulica. Desde mediados del siglo XIX, ha sido usada como material para hacer cemento en el sur de Gales, Somerset, Warwickshire y Leicestershire. La cantera de cemento en Rugby es probablemente la mejor muestra de la formación, donde pueden verse más de 100 capas. También aparece cerca de Whitby en Yorkshire y en Southam, donde un pub lleva su nombre.
La roca es rica en fósiles del Jurásico, especialmente ammonites y crinoideos. El color azul grisáceo proviene del contenido de hierro de las piritas.